# Catopyrops florinda
Catopyrops florinda is een vlinder uit de familie van de Lycaenidae. De wetenschappelijke naam van de soort is voor het eerst geldig gepubliceerd in 1877 door Butler.